# Astragalus drupaceus
Astragalus drupaceus är en ärtväxtart som beskrevs av Pierre Edmond Boissier. Astragalus drupaceus ingår i släktet vedlar, och familjen ärtväxter. Inga underarter finns listade i Catalogue of Life.